# Nike Davies-Okundaye
Nike Davies-Okundaye (nascida em 1951), também conhecida como Nike Okundaye, Nike Twins Seven Seven e Nike Olaniyi, é uma designer têxtil nigeriana de adire e batique.

## Biografia
Nike Okundaye nasceu em 1951 em Ogidi, estado de Kogi, no centro-norte da Nigéria, e foi criada em meio à tecelagem e tingimento tradicionais praticadas em sua cidade natal. Seus pais e bisavó eram músicos e artesãos, especializados nas áreas de tecelagem de tecidos, adereços, tingimento índigo e couro. Ela passou parte de sua infância em Oxobô, no oeste da Nigéria, capital atual estado de Oxum. Oxobô também é reconhecida como um importante centro de arte e cultura na Nigéria. Crescendo em Oxobô, a Nike foi exposta ao tingimento índigo e à produção de adire, que dominou seu treinamento informal.

### Carreira
Nike tem realizado workshops sobre têxteis nigerianos tradicionais para públicos nos Estados Unidos e na Europa. Teve a sua primeira exposição individual no Instituto Goethe de Lagos em 1968. Ela é fundadora e diretora de quatro centros de arte que oferecem treinamento gratuito para mais de 150 jovens artistas em artes visuais, musicais e cênicas, compreendendo mais de 7 000 obras de arte.

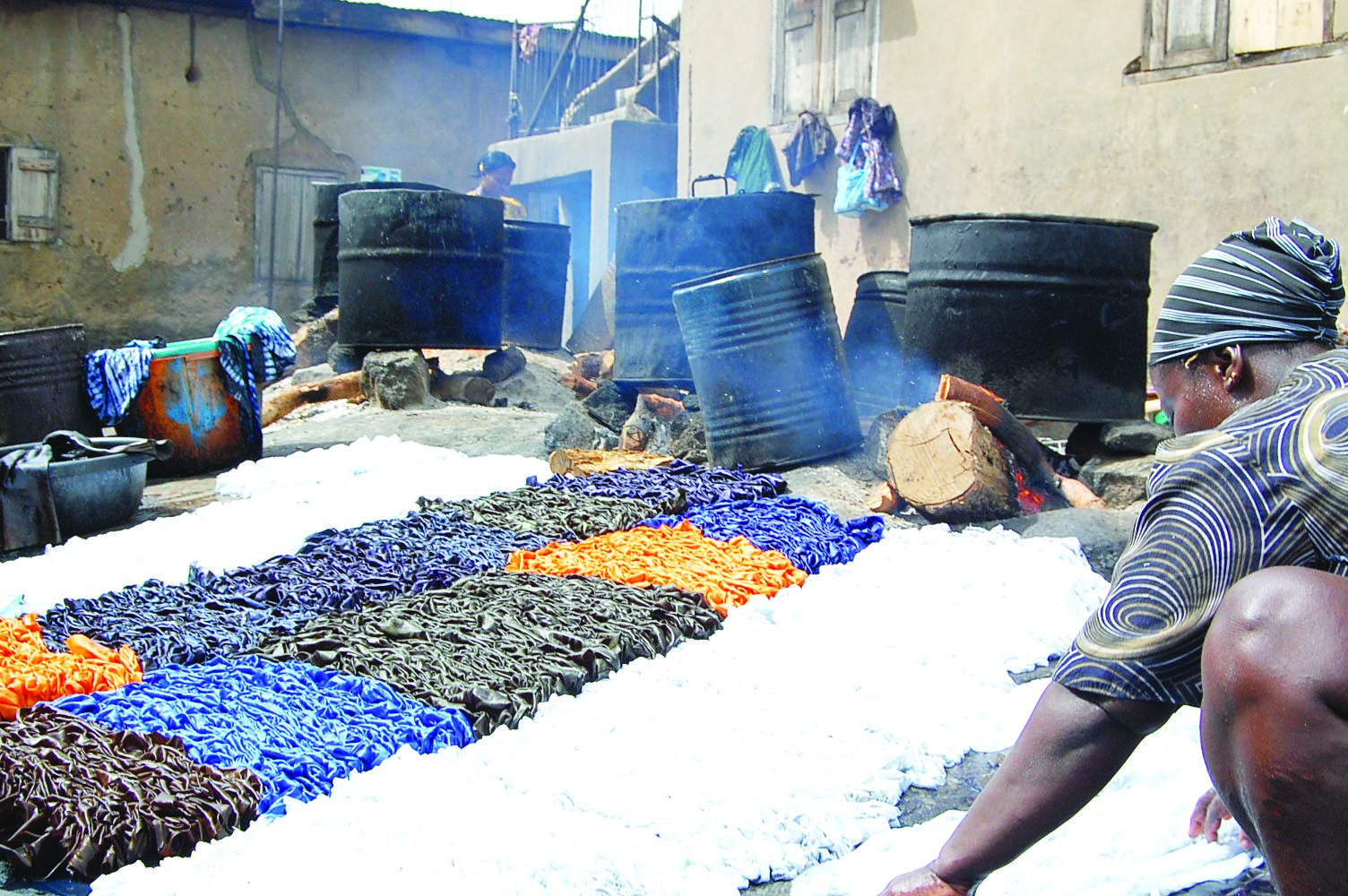
Tingimento do adire

Ao descobrir que os métodos tradicionais de tecelagem e tingimento que haviam sido sua inspiração original estavam desaparecendo na Nigéria, Davies-Okundaye começou a relançar esse aspecto da cultura nigeriana, construindo centros de arte que ofereciam cursos gratuitos para jovens nigerianos aprenderem essas artes e ofícios convencionais. Como afirma o historiador da arte John Peffer, "Uma coisa compartilhada por muitos da última geração de artistas africanos na diáspora — aqueles que obtiveram sucesso no circuito da arte — é que seu trabalho critica o próprio fardo da representação que é também a condição de sua visibilidade". Aos seus olhos, a arte tradicional do Adire Eleko só é possível por conta da herança nigeriana específica de passar o conhecimento de uma geração para a outra. Em uma entrevista em vídeo publicada pela Nubia Africa, Okundaye afirma que "a escola só pode ensinar o que eles [os alunos de arte] já sabem".

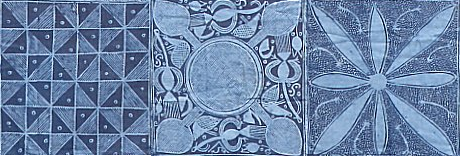
Exemplos de padrões do Adire Eleko

Davies-Okundaye se esforça para melhorar a vida de mulheres desfavorecidas na Nigéria por meio da arte. Ela ensina as técnicas únicas de tingimento de tecido índigo (adire) para mulheres rurais em sua oficina no sudoeste da Nigéria. Ela espera reviver a tradição secular e a vida dessas mulheres. O adire — aquilo que é amarrado e tingido — é nativo da região sudoeste da Nigéria. O tingimento à mão livre é às vezes conhecido como Adire Eleko. "Adire" refere-se ao corante índigo, e "Eleko" refere-se à técnica de resistência a mandioca fervida, cal e alume usada para criar padrões. Há uma forte tendência de manter as receitas e métodos de tingimento em segredo de estranhos curiosos. Davies-Okundaye opta por fazer referência contínua aos padrões deo adire em sua arte, por esta ser uma arte feminina e que foi ensinada a ela por sua mãe. Os motivos do adire eram tradicionalmente transmitidos de mãe para filha, e os próprios designs virtualmente não mudaram de forma com o tempo.
Em 2010, Davies-Okundaye foi destaque no programa "African Voices" da CNN International, que falava sobre as personalidades mais envolventes da África, explorando suas vidas e paixões. Nike foi incluída na exposição de 2019 I Am... Contemporary Women Artist of Africa no Museu Nacional de Arte Africana da Smithsonian Institution em Washington, D.C. Um livro sobre Nike foi escrito por Kim Marie Vaz: The Woman with the Artistic Brush: A Life History of Yoruba Batik Artist Nike Okundaye. Em 2019, a Rhodes University em Grahamstown anunciou que concederia a Davies-Okundaye um doutorado honorário em artes plásticas (DFA, hc).